# Elin Cederblom
Elin Cederblom, född 21 september 1869 i Adolf Fredriks församling, Stockholm, död 16 september 1923 i Länna församling, Stockholms län, var en svensk seminarielärare.
Cederblom tog 1888 studentexamen vid Wallinska skolan i Stockholm och skrevs samma år in vid Stockholms högskola. Hon var 1889–1892 lärare vid Vänersborgs elementarläroverk för flickor och 1892–1894 vid Wallinska skolan i Stockholm. 1896 tog hon filosofie kandidatexamen vid Uppsala universitet och gjorde 1897 provår vid Högre realläroverket i Stockholm. Hon var 1898–1904 lärare vid Lundsbergs privatskola för gossar. Därefter ägnade hon sig åt föreläsarverksamhet, lärartjänst och assisterade fadern i hans vetenskapliga arbete. Hon blev 1912 inkallad av lagberedningen till diskussion om äktenskapslagstiftningen. Från 1915 var hon lärare vid Ateneums folkskoleseminarium.
Cederblom var dotter till professor Johan Erik Cederblom och Augusta Oterdahl samt yngre syster till etnografen Gerda Cederblom. De är alla gravsatta vid Norra krematoriet på Norra begravningsplatsen utanför Stockholm.